# جيمكوك ميديا جروب
جيمكوك ميديا جروب (بالإنجليزية: Gamecock Media Group)‏ ، هي شركة أمريكية سابقة لتطوير ونشر ألعاب الفيديو والتي كانت مقرها في مدينة أوستن بولاية تكساس الأمريكية ، أسست سنة 2007م وأعلنت حلها سنة 2008م.